# Joshua Hurlburt-Yu
Joshua Hurlburt-Yu, né le 28 décembre 1994 à Toronto, est un joueur de badminton canadien.

## Carrière
Il remporte aux Championnats panaméricains de badminton de 2019 la médaille d'or en double mixte et en équipe mixte.
Il est médaillé d'or du double mixte aux Jeux panaméricains de 2019 à Lima.